# Lemurpediculus
Lemurpediculus ist eine Gattung der Echten Tierläuse, die bei Lemuren parasitieren. Der Kopf ist etwas länger als breit und trägt zwei fünfgliedrige Antennen. Der Thorax ist etwas breiter als der Kopf und trägt eine deutliche Sternalplatte und drei Beinpaare, von denen das erste deutlich kleiner als die beiden anderen ist. Das Abdomen ist etwas breiter als der Thorax, gering sklerotisiert und besitzt Tracheenöffnungen in den Segmenten 3 bis 8. Gattungsspezifisches Unterscheidungsmerkmal ist, dass die thorakale Sternalplatte zwischen den vorderen und hinteren Coxae hervorragt und dahinter zwei lange Borsten sitzen.
Die Gattung enthält acht Arten, die anhand der Morphologie der Genitalien differenziert werden können:
- Lemurpediculus claytoni
- Lemurpediculus gerpi
- Lemurpediculus madagascariensis
- Lemurpediculus petterorum
- Lemurpediculus robbinsi
- Lemurpediculus tsimanampesotsae
- Lemurpediculus verruculosus
- Lemurpediculus zimmermanni